# Fermilab
Fermilab (de Fermi National Accelerator Laboratory) é um laboratório especializado em física de partículas de alta energia do Departamento de Energia dos Estados Unidos localizado em Batavia, próximo a Chicago, no estado de Illinois. Foi fundado em 1967 com o nome de National Accelerator Laboratory e em 1974 foi renomeado em homenagem a Enrico Fermi, um dos primeiros físicos a estudar o fenômeno da fissão nuclear.
A partir do dia 1 de janeiro de 2007, o Fermilab passou a ser operado pela Research Alliance Fermi, uma empreitada conjunta entre a Universidade de Chicago e a "URA". O Fermilab é uma parte do Corredor de Tecnologia e Pesquisa de Illinois, uma área localizada no nordeste do estado. O corredor vai basicamente da rodovia interestadual 88 até o condado de DuPage, mas muitas das empresas e centros de pesquisa estão localizados na área de Chicago.
O acelerador de partículas Tevatron do Fermilab é um marco na física; com seus 6,3 km (3,9 milhas) de circunferência, é o segundo maior acelerador de partículas do mundo, depois do Grande Colisor de Hádrons (LHC) (com 27 km de circunferência, localizado no CERN). Em 1995, os experimentos, CDF e DØ (detectores que utilizam o Tevatron) anunciaram a descoberta do quark top.
Além do colisor de alta energia, o Fermilab hospeda experimentos menores de colisões e de neutrinos, como o MiniBooNE e MicroBooNE (Mini Booster Neutrino Experiment and Micro Booster Neutrino Experiment), SciBooNE (SciBar Booster Neutrino Experiment) e MINOS (Main Injector Neutrino Oscillation Search). O detector MiniBooNE é uma esfera de 12 metros de diâmetro que contém 800 toneladas de óleo mineral revestidas com 1 520 fotomultiplicadores. Estima-se que 1 milhão de eventos de neutrinos são registrados a cada ano. O SciBooNE é a mais nova experiência de neutrinos no Fermilab; ela se se assenta no mesmo feixe de neutrinos como o MiniBooNE, mas tem capacidade de rastreamento de granulação fina. O experimento MINOS do Fermilab usa feixes no Injetor Principal de Neutrinos, que é um intenso feixe de neutrinos que viaja 732 km (455 mi) através da Terra até a mina Soudan no estado de Minnesota.
Um pequeno rebanho de bisões vive na propriedade do laboratório desde sua fundação, simbolizando a presença do Fermilab na fronteira da física e da sua conexão com a pradaria americana. Alguns moradores temerosos acreditavam inicialmente que os bisões teriam sido introduzidos a fim de servir como um bio-alarme, se e quando a radiação no laboratório alcançasse níveis perigosos, mas o Fermilab lhes assegurou que esse receio não tinha fundamento.

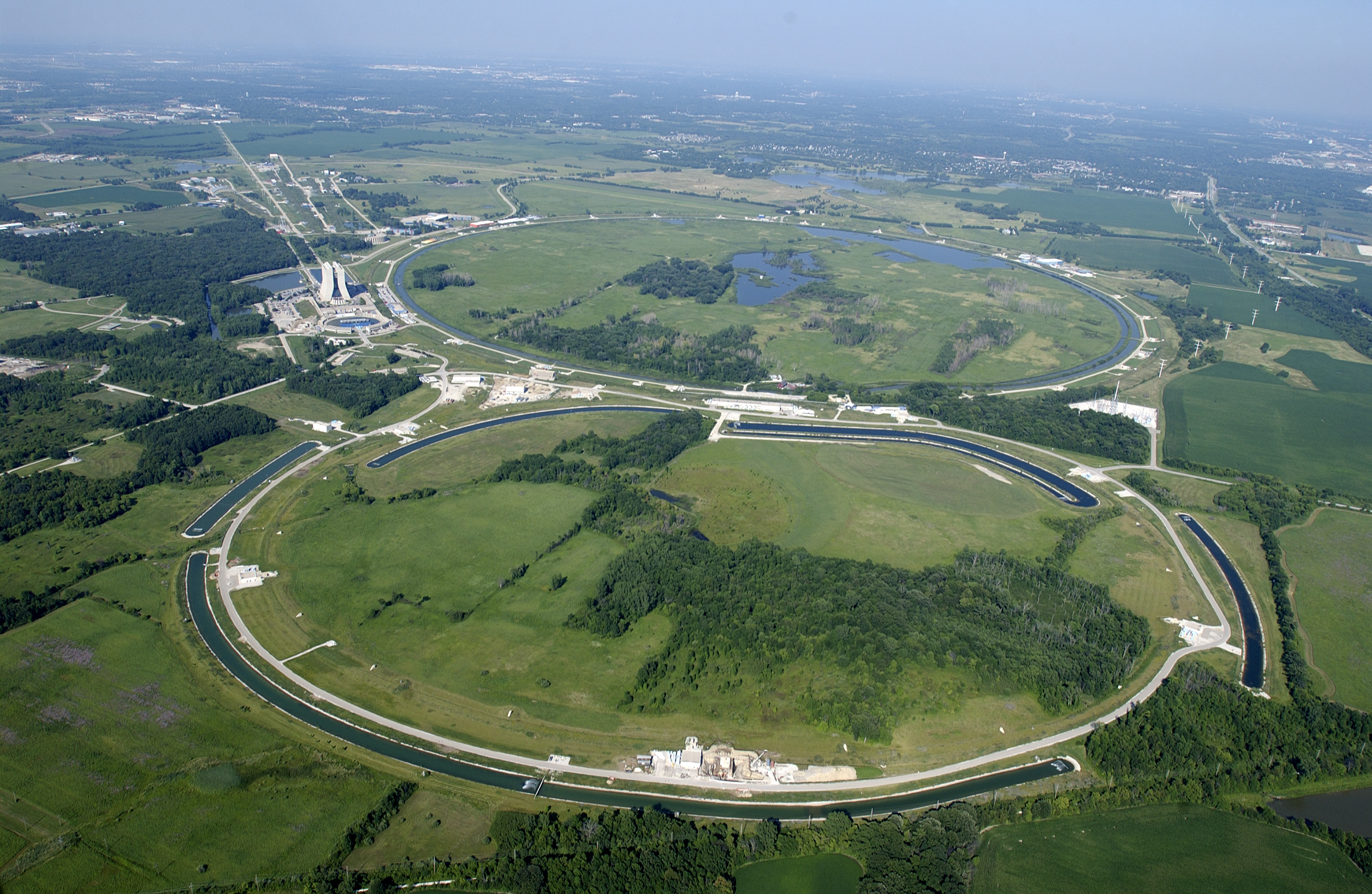
Fermilab com os anéis do Tevatron.

O Fermilab é aberto à visitação pública. Ele é palco de inúmeros eventos culturais, não só palestras públicas e simpósios em ciência, mas concertos de música clássica e contemporânea, dança folclórica e galerias de artes. Atualmente o local está aberto a todos os visitantes do amanhecer ao anoitecer a quem apresentar identificação com foto.

## História
O laboratório foi fundado no ano de 1967 como National Accelerator Laboratory. O primeiro acelerador do laboratório produziu prótons em abril de 1969 e estava lançando partículas subatômicas em uma câmara de bolhas de 76 centímetros preenchida com hidrogênio líquido em 1972. Essas câmaras rastreiam trilhas de bolhas deixadas por partículas em alta velocidade. O laboratório começou a atualizar para um detector de câmara de 4,5 metros em 1973, o que ajudou no estudo de neutrinos e mostrou evidências para os quarks superiores e inferiores.
Ele foi rebatizado em homenagem ao físico ítalo-americano Enrico Fermi em 1974. O primeiro diretor do laboratório foi Robert Wilson, sob o qual o laboratório abriu antes do tempo e dentro do orçamento. Muitas das esculturas no local são de sua criação.
Depois Wilson deixou o cargo em 1978 para protestar contra a falta de financiamento para o laboratório e, em seguida, Leon Max Lederman assumiu o cargo. Foi sob sua orientação que o acelerador original foi substituído pelo Tevatron, um acelerador capaz de colisão entre prótons e antiprótons com uma energia combinada de 1,96 TeV (elétron-Volt). Lederman deixou o cargo em 1989 e continuou sendo seu diretor emérito. O centro de educação científica no local foi nomeado em sua honra.
Os diretores posteriores foram:
- John Peoples, 1989 a 1999;
- Michael S. Witherell, de julho de 1999 a junho de 2005;
- Piermaria Oddone, de julho de 2005 a julho de 2013;[4]
- Nigel Lockyer, setembro de 2013 a abril de 2022;
- Lia Merminga, de abril de 2022 até o momento.

## Aceleradores do Fermilab
A partir de 2014, a primeira fase do processo de aceleração (injetor pré-acelerador) ocorre em duas fontes de íons que transformam gás hidrogênio para H-. O gás é introduzido dentro de um recipiente revestido com eletrodos de molibdênio, cada um, com um catodo em forma de caixa de fósforos de tamanho oval e um ânodo circundante, separadas por 1 mm e mantida no lugar por isoladores de cerâmica de vidro. Um poderoso magnetron gera um plasma para formar os íons perto da superfície do metal. Os íons são acelerados pela fonte a 35 000 eV e acompanhado por transporte de feixe de baixa energia (LEBT) no quadrupolo de radiofrequência (PDO), que aplica um campo eletrostático de 750 keV, dando aos íons sua segunda aceleração. Na saída de PDO, o feixe é compensado por meio de transporte de feixe de energia (MEBT) para a entrada no acelerador linear (LINAC).
A próxima etapa da aceleração é no acelerador de partículas linear (LINAC). Esta fase consiste em dois segmentos. O primeiro segmento tem 5 câmaras herméticas para tubos de deriva, operando em uma frequência de 201,0 MHz. A segunda fase tem 7 cavidades acopladas do lado, operando a 805 MHz. No final do LINAC, as partículas são aceleradas até atingirem 400 MeV, ou cerca de 70% da velocidade da luz. Imediatamente antes de entrar no próximo acelerador, os íons H- passam através de uma folha de carbono, tornando-se íons H+ (prótons).
Os prótons que resultam, em seguida, entrar no ringue impulsionador, um acelerador circular de 468 metros de circunferência, cujos ímãs dobram os feixes de prótons em torno de um caminho circular. Os prótons viajam ao redor do impulsionador cerca de 20 000 vezes em 33 milissegundos, acrescentando energia com cada revolução até deixarem o impulsionador acelerado para 8 GeV.
A aceleração final é aplicada pelo Injetor principal, que é o menor dos dois anéis na última imagem abaixo (em primeiro plano). Concluído em 1999, ele serve de rota para prótons e para qualquer um dos experimentos instalados ao longo das linhas de feixe, acelerando-os a 120 GeV. Até 2011, o Injetor principal fornecia prótons para antiprótons no anel do Tevatron para maior aceleração, mas agora fornece o último empurrão antes de as partículas atingem as experiências da linha do feixe.

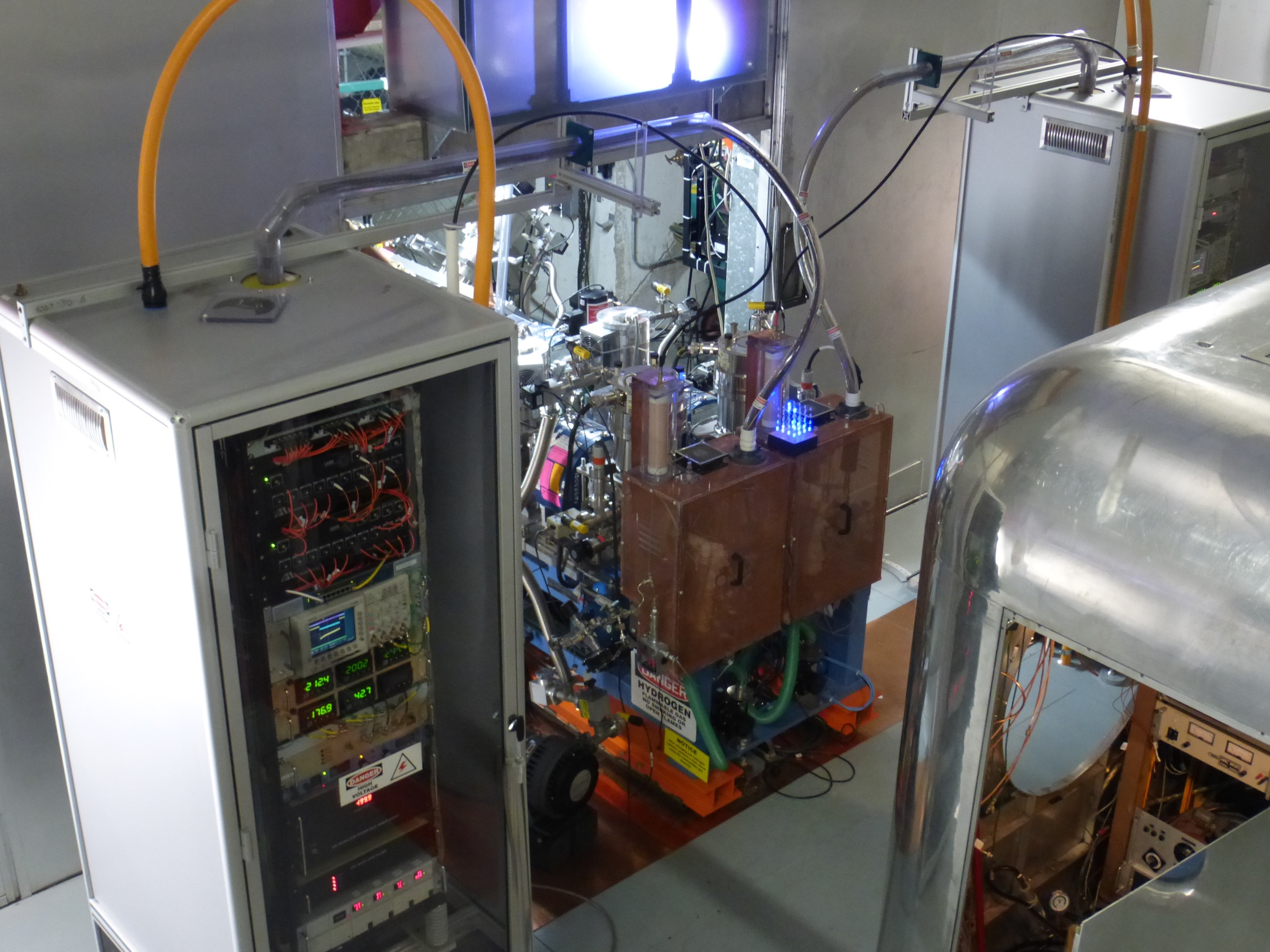
Duas fontes de íons no centro com armários eletrônicos de alta tensão ao lado deles.
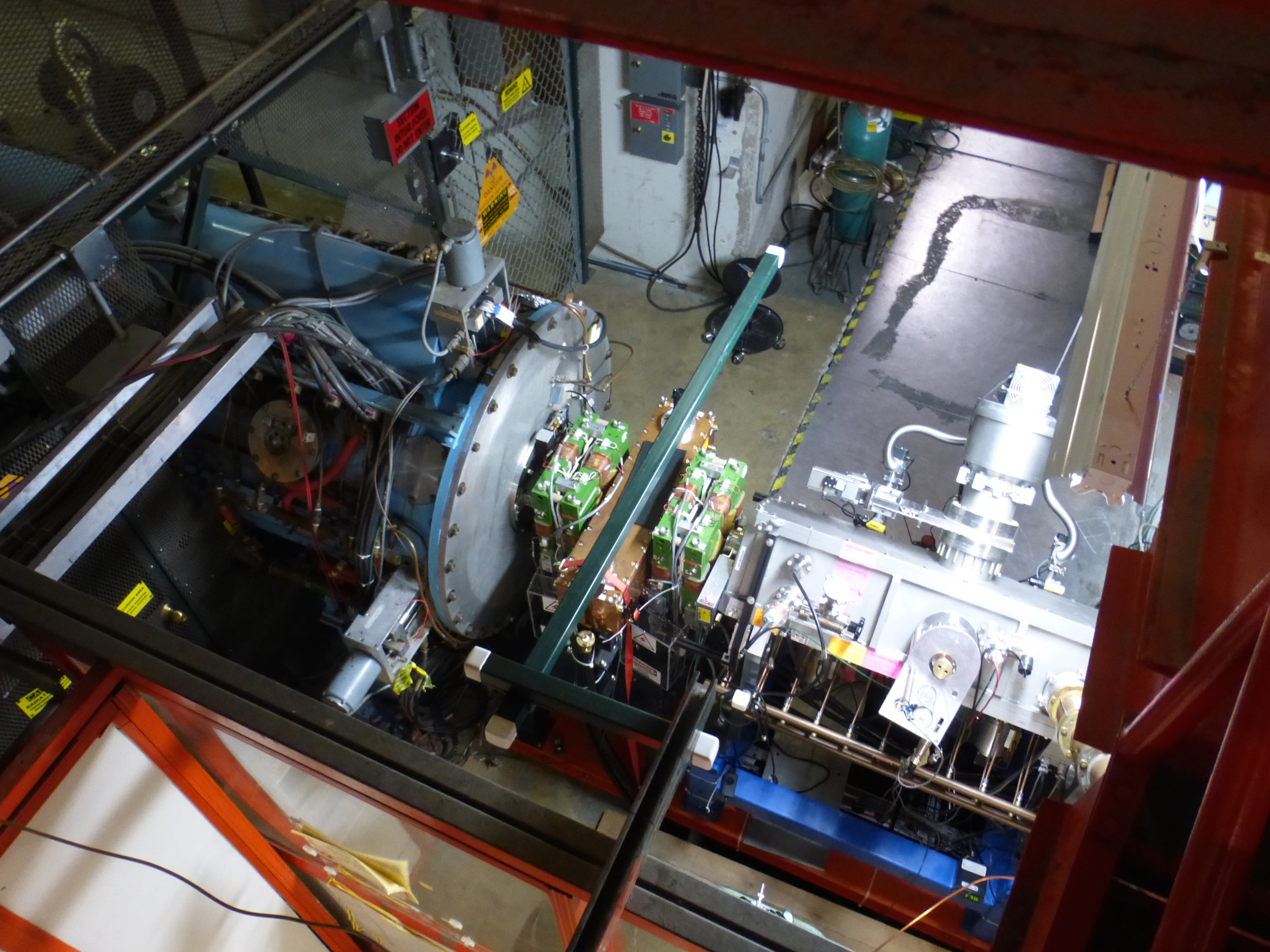
Direção do feixe direita para a esquerda: RFQ (prata), MEBT (verde), primeiro linac tubo de deriva (azul)
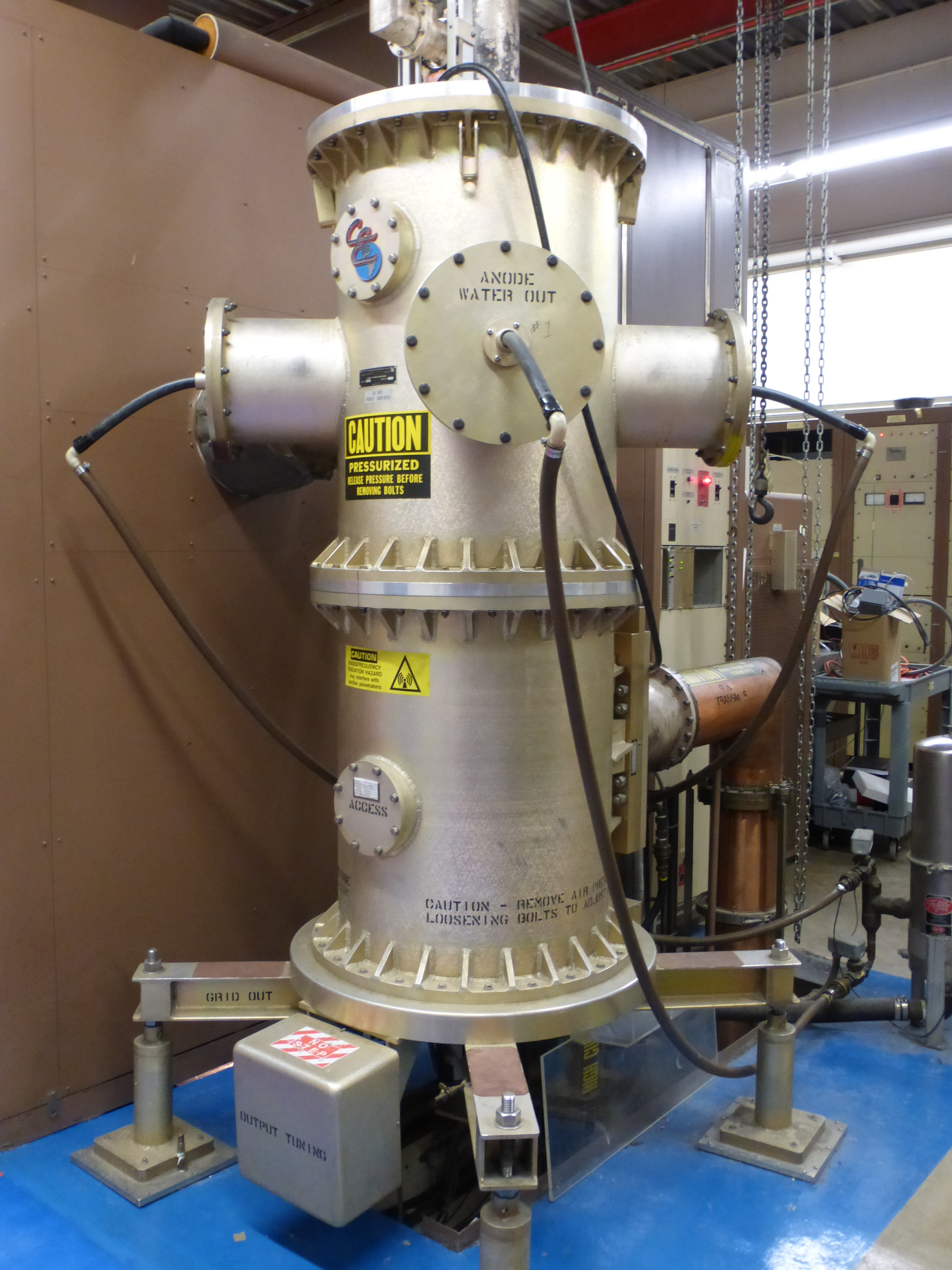
Um amplificador de potência 7835, que é usado na primeira etapa do LINAC.
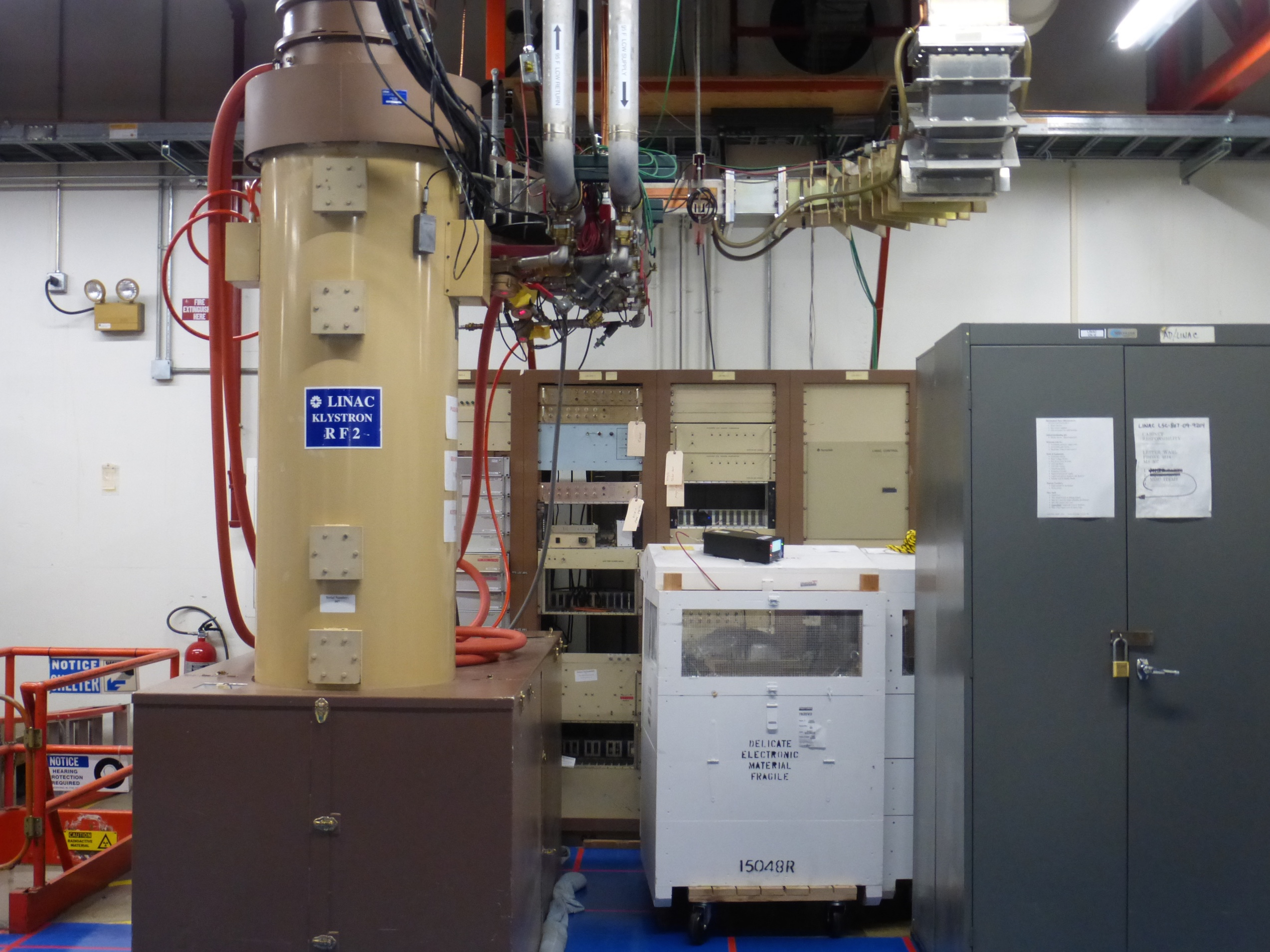
Um clístron de 12 MW usado na segunda fase do LINAC.
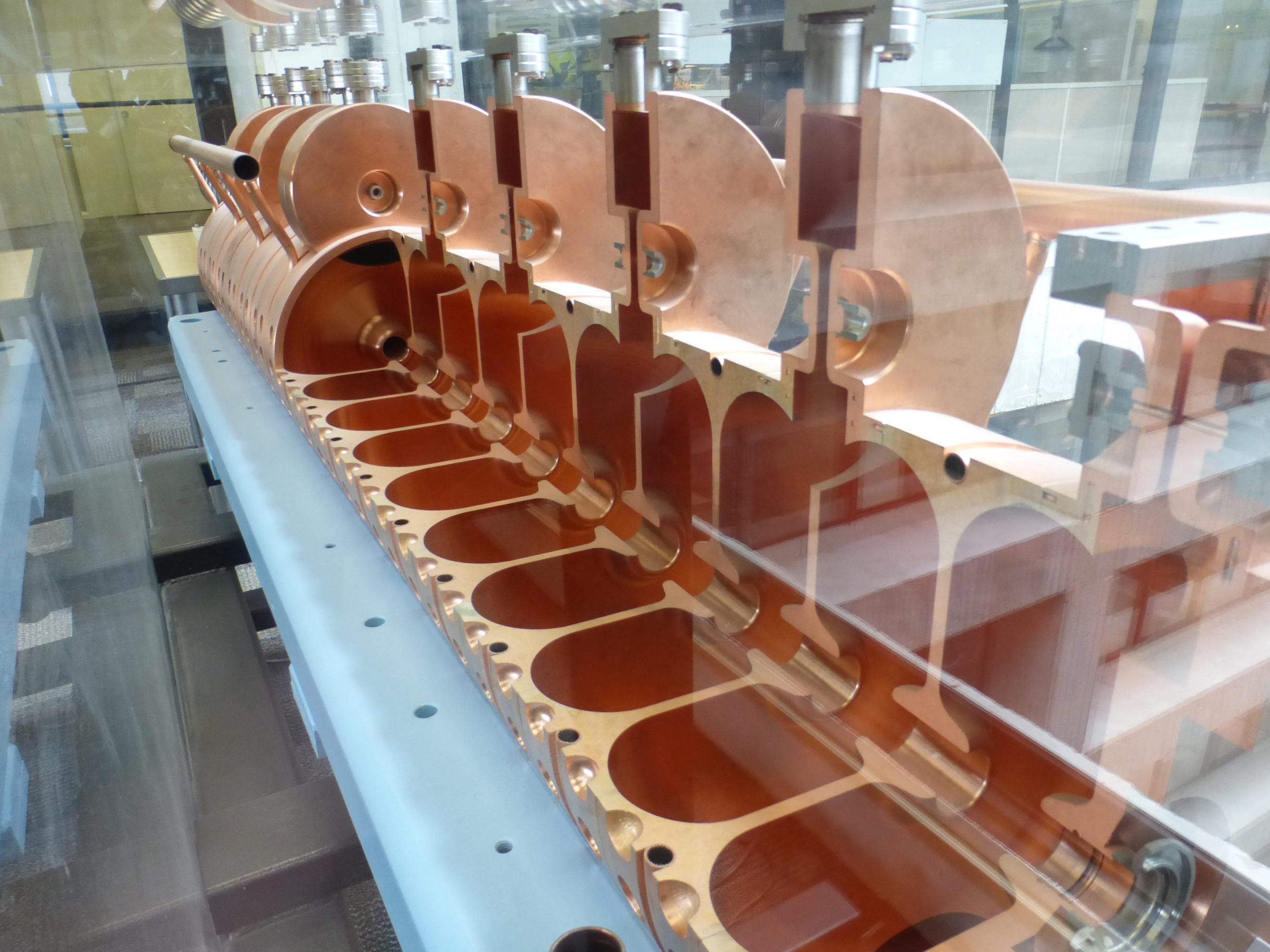
Uma vista das cavidades de 805 MHz.
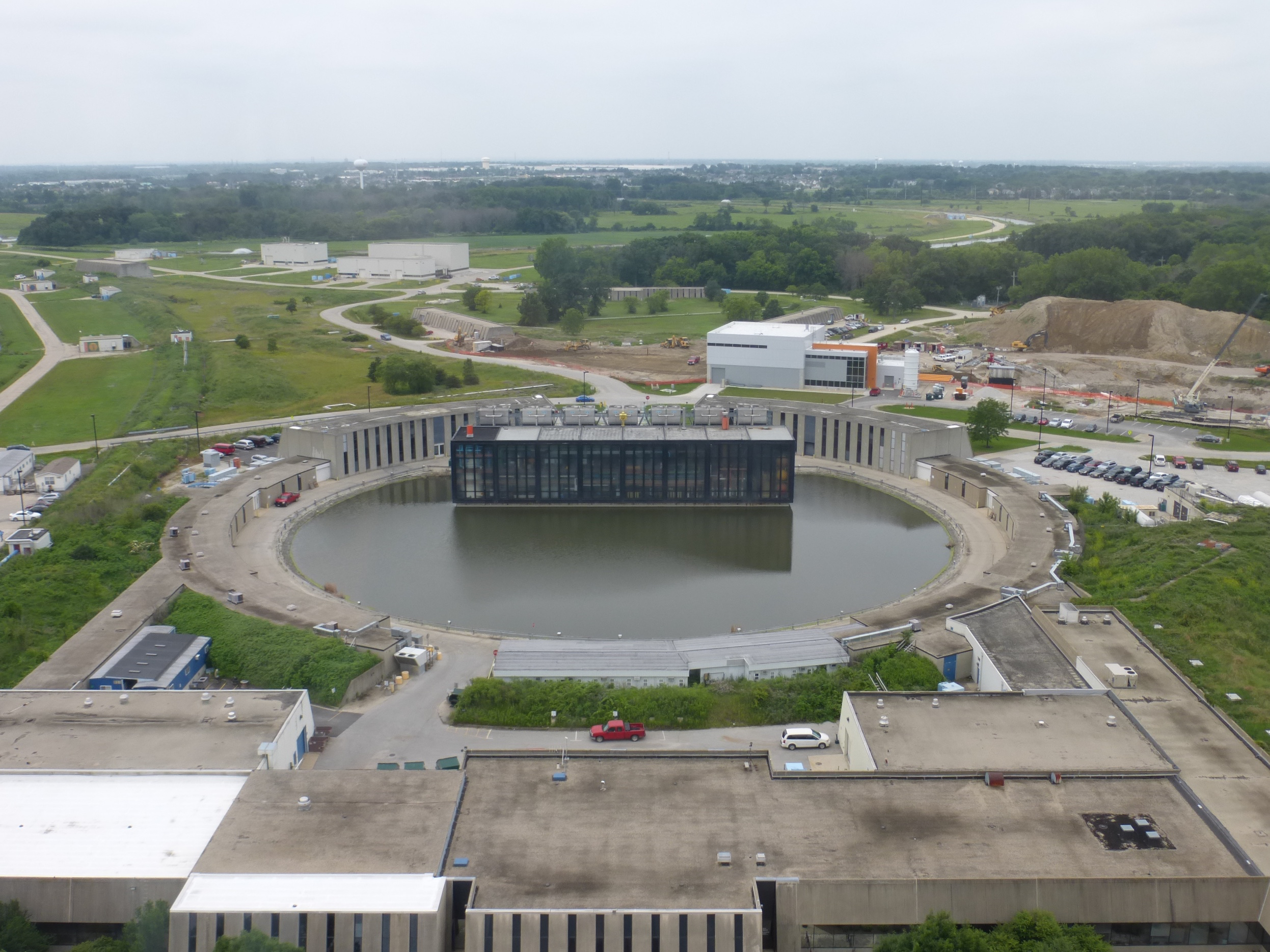
Anel de reforço.

## Galeria
- Entrada principal localizada no cruzamento da "Kirk Road" & "Pine Street" em Batavia, Illinois.

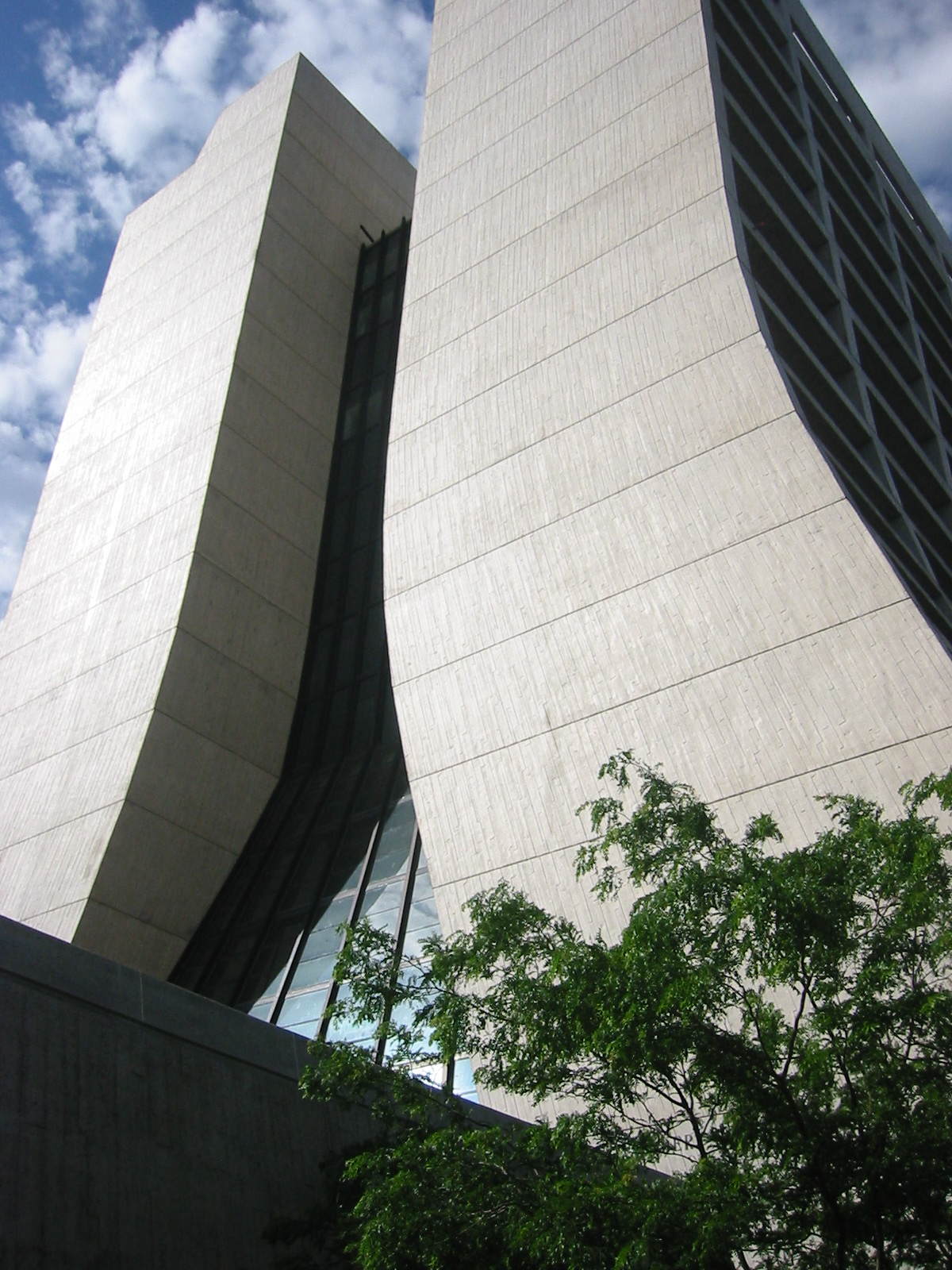
Wilson Hall
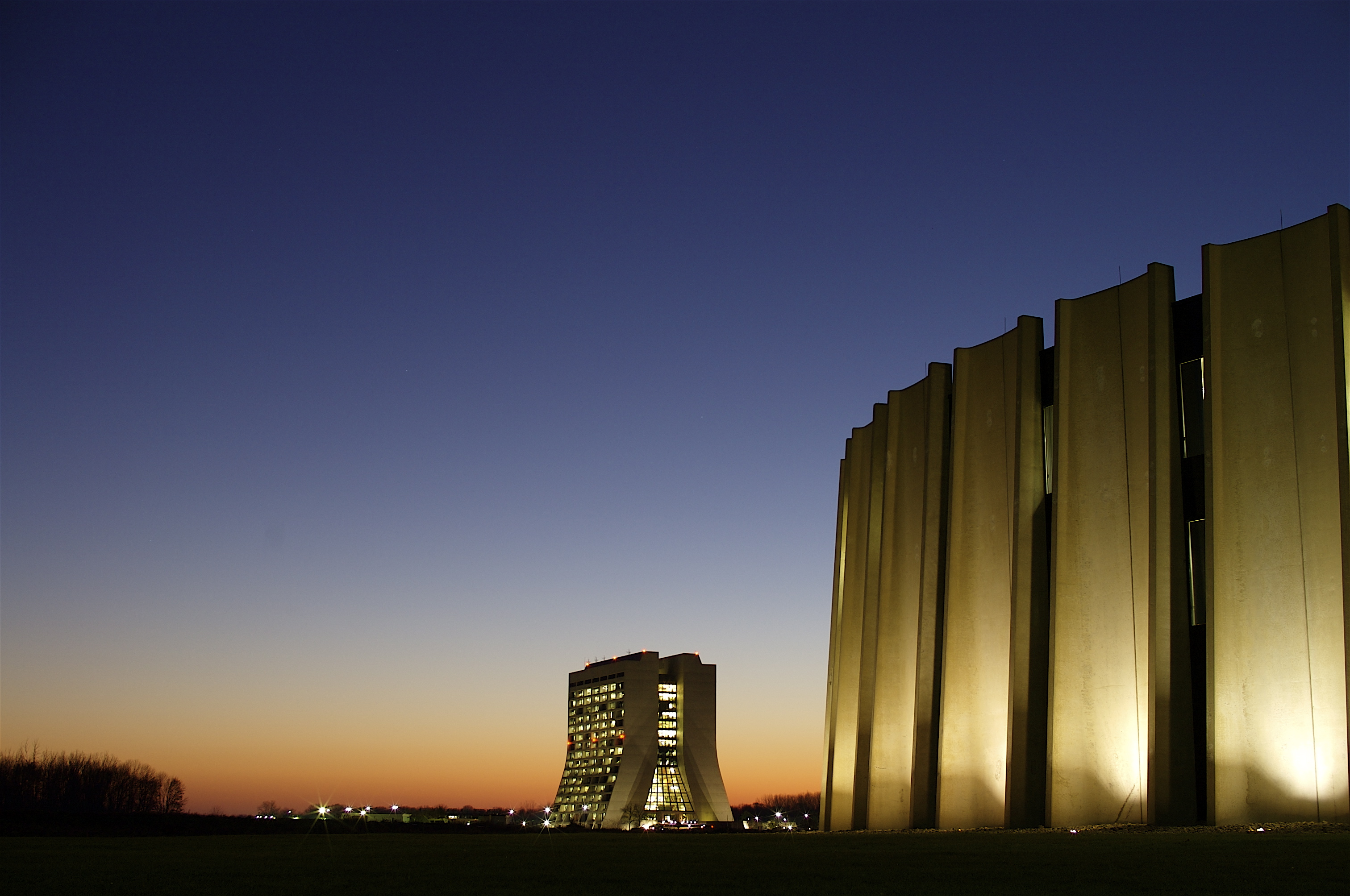
Fermilab (foto clássica), "Computing Division" e edifício ao entardecer.
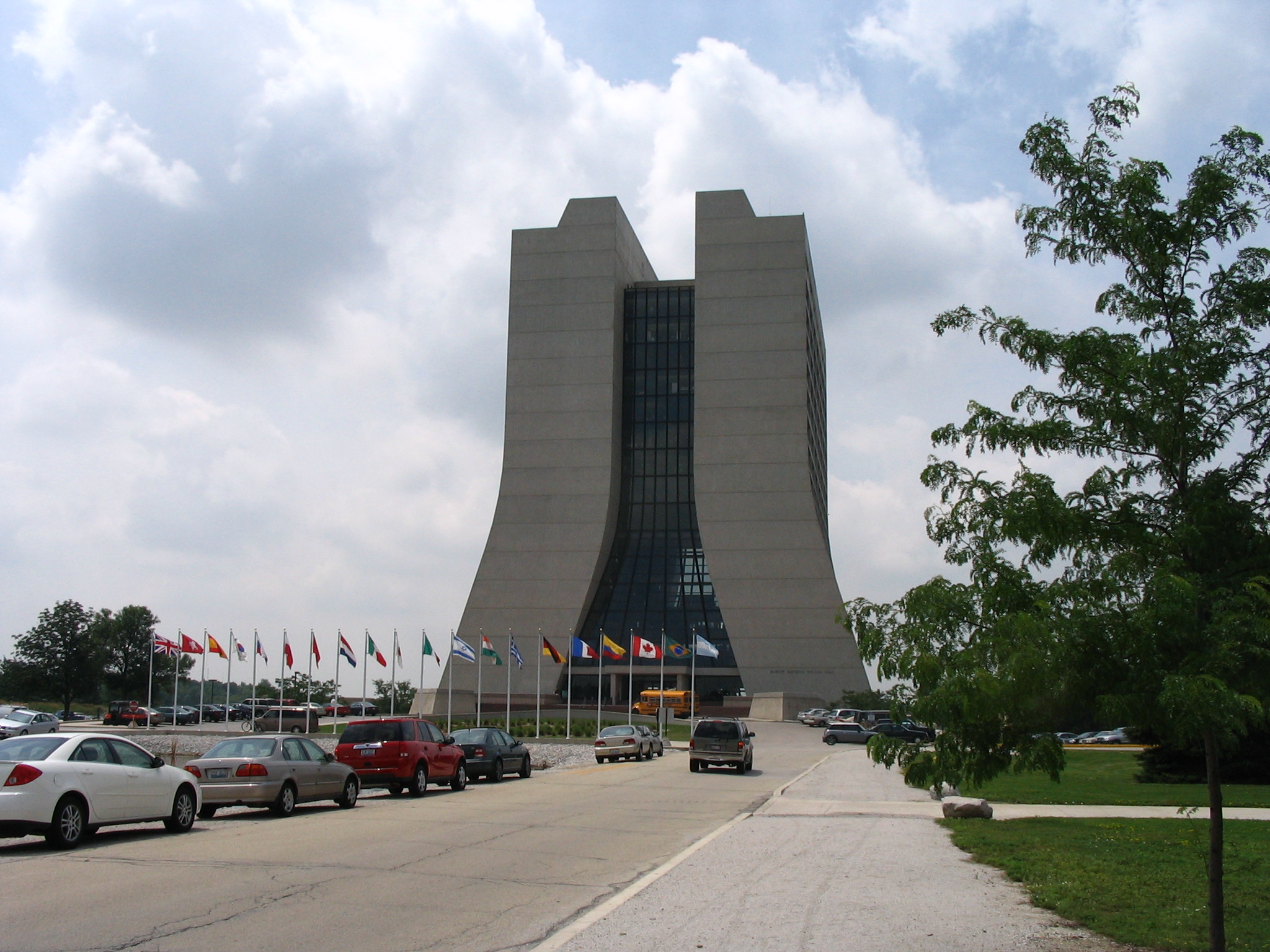
M.S. Robert Rathbun Wilson Hall